# Ottó Herman
Ottó Herman, také Oto Herman (26. června 1835, Brezno – 27. prosince 1914, Budapešť) byl přírodovědec – ornitolog a entomolog, politik, novinář, archeolog a antropolog. Vedle ostatních četných aktivit byl činný především jako přírodovědec – zoolog evropského formátu. Byl průkopníkem ochrany přírody na Slovensku, v Uhersku. Světový den ptactva, který je připomínán 1. dubna, se v začátcích spojoval právě s jeho jménem.

## Život
Jeho otec byl lékař a spolužák ornitologa Jana Šalamouna Petiana (maďarsky Salamon János Petényi). Rodina původně pocházela z Horního Saska. V roce 1847 se jeho rodiče spolu s jeho mladšími sourozenci (měl 6 bratrů) přestěhovali do Miskolce (historická část Diósgyőr). Jako třináctileté dítě zde prožil neúspěšnou uherskou revoluci z let 1848/1849.
Studoval na gymnáziu v Miskolci a v Košicích. Po ukončení střední školy v Miskolci pracoval ve Vídni jako dobrovolník v K.u.k. Hof-Naturalienkabinett při sbírce švýcarského entomologa Karla Brunner-von Wattenwyla. V letech 1853 až 1856 studoval na polytechnickém institutu ve Vídni (předchůdce současné Technische Universität Wien). Studium nedokončil a dále se vzdělával jako samouk. Nejprve pracoval jako zámečnický učeň a dělník, poté měl fotografickou dílnu v Kőszegu. Jeho další mnohostranná činnost v letech 1864 až 1872 je svázána s Kluží, v Sedmihradsku. V roce 1864 požádal Herman o místo konzervátora v Sedmihradském muzeu. V Kluži napsal Herman několik vědecky - populárních děl, například „Druhy pavouků“ vyšly v roce 1866 v místním almanachu.
Herman publikoval vědecké práce, ale také psal články do novin, ve kterých politizoval. Podílel se na vytvoření a realizaci programu Asociace transylvánského muzea. Jako ornitolog, systematizoval ptáky ne na základě vnějších znaků, ale na základě způsobu jejich života (v duchu Linného). Skutečnou slávu získal v roce 1876 po publikování dvousvazkového maďarsko-německého díla o fauně Maďarska. V roce 1875 se přestěhoval do Budapešti a stal se asistentem v zoologickém oddělení Národního muzea.
V letech 1872-1875 byl pracovníkem budapešťského Národního muzea, pak byl politikem, redaktorem a vědeckým pracovníkem. Byl představitelem radikální inteligence bojující za uplatňování demokratických svobod, funkcionářem Strany nezávislosti, dlouholetým poslancem uherského sněmu, autorem více než 300 politických a ideových článků v novinách a časopisech. Jako samouk se věnoval přírodním vědám, zejména ornitologii, svou sbírku ptáků věnoval Národnímu muzeu v Budapešti. Byl pokládán za posledního uherského polyhistora, věnoval se entomologii, ichtyologii a rybářství, antropologii (studoval osídlení uherského území pračlověkem), archeologii i jazykovědě – studoval jazyk uherských pastevců. Všechny jeho práce se zakládají na bohatém materiálu a dodnes jsou významným pramenem poznatků. Roku 1893 založil a vedl Uherské ornitologické středisko. Entomologicky prozkoumal Sedmihradsko. Z pověření Uherské přírodovědné společnosti zpracoval pavouky Uherska. Kromě četných monografických prací zveřejnil v odborných časopisech kolem 300 studií a článků z oblasti přírodních věd. Roku 1877 založil a do roku 1887 redigoval časopis Térmészetrajzi Füzetek, v roce 1894 časopis Aquila, přispíval autorsky do několika uherských novin a časopisů.
Herman se podílel i na vypracování několika tehdejších ochranářských aktivit a úmluv. Rychle pochopil význam přírodních věd a ochrany přírody i v osvětové práci. O jeho přednášky v rámci osvětových večírků Přírodovědecké společnosti byl velký zájem, protože patřil k výborným řečníkům.
Jeho sbírka hmyzu ze Sedmihradska je uložena v Sedmihradském muzeu v Kluži.

## Dílo
Herman byl autorem obrovského množství hodnotných vědeckých prací, celkem 5940 stran. Vydal 14 knih a 1140 článků a přednášek. Identifikoval 36 nových druhů pavouků.
- Magyarország pókfaunája 1-3, Budapešť roku 1876-1879 (1879: Ungarns Spinnen-Fauna I-III, K. U. Naturwissenschaftlichen Gesellschaft, Budapest)
- A fillokszéra, Budapešť roku 1879
- Reliquia Petényiana, Budapešť roku 1879
- Ősi nyomok a magyar népies halászatban, Budapešť roku 1885

- A magyar halászat könyve 1-2, Budapešť roku 1887
- A magyarok nagy 2sfoglalkozása, Budapešť roku 1909
- Természeti képek, Budapešť roku 1959

## Posmrtné uznání
- V Miskolci je Muzeum Ottó Hermana a Herman Ottó Gimnázium, Miskolc - Tizeshonvéd utca 21
- V Budapešti je Herman Ottó Institut, Budapest, park utca 2
- Jeho jméno nese několik základních škol
- Maďarská Duna Television od prosince 2014 vysílala čtyřdílný dokumentární film o jeho životě nazvaný Ottó Herman, poslední maďarský polyhistor